# Jan Menting
Jan Menting (Heteren, 6 september 1952) is een oud profvoetballer van onder meer FC Wageningen, De Graafschap en FC Amsterdam.
Menting begon met voetballen bij SV SDOO uit zijn geboorteplaats Heteren. Op 14-jarige leeftijd maakte hij de overstap naar FC Wageningen waar hij in het seizoen 1972/1973 zijn debuut maakte in de eerste divisie. 
Menting veroverde een seizoen later al snel een basisplaats en promoveerde met de Wageningers onder leiding van Fritz Korbach naar de eredivisie. De rechtsbuiten paste zich snel aan op het hoogste niveau en scoorde acht keer, maar kon niet voorkomen dat FC Wageningen al na een jaar weer degradeerde uit de eredivisie.
Landelijke bekendheid verwierf Menting echter als eerste divisiespeler van Wageningen. Op 21 december 1977 schreef hij bekerhistorie met FC Wageningen door PSV in Eindhoven met 1-6 te verslaan. Menting nam die winteravond drie goals voor zijn rekening.
Zijn sterke optreden wekte de interesse van verschillende clubs uit binnen -en buitenland, maar Menting koos uiteindelijk voor het Belgische SK Tongeren, dat uitkwam op het tweede niveau in België.
Na een jaar maakte heimwee van het gezin Menting echter een einde aan het buitenlandse avontuur. Hij vertrok naar De Graafschap. Een jaar later vervolgde hij zijn loopbaan bij FC Amsterdam. Na één seizoen in de hoofdstad keerde Menting in 1981 terug bij zijn oude liefde FC Wageningen. Op 12 april 1983 maakte een grove overtreding van SC Heerenveen verdediger Joop Braber een abrupt einde aan de voetbalcarrière van Menting. Op 30-jarige leeftijd moest hij noodgedwongen een punt zetten achter zijn loopbaan op het veld.
Menting werd later nog onder meer trainer van de amateurclubs Jonge Kracht en RVW en heeft tegenwoordig zijn eigen voetbalacademie.
| Seizoen         | Club            | Competitie      | Competitie | Competitie | Beker | Beker | Na-competitie | Na-competitie | Totaal | Totaal |
| Seizoen         | Club            | Competitie      | Wed        | Goals      | Wed   | Goals | Wed           | Goals         | Wed    | Goals  |
| --------------- | --------------- | --------------- | ---------- | ---------- | ----- | ----- | ------------- | ------------- | ------ | ------ |
| 1972/1973       | FC Wageningen   | Eerste Divisie  | 7          | 1          | 0     | 0     | 2             | 1             | 9      | 2      |
| 1973/1974       | FC Wageningen   | Eerste Divisie  | 20         | 4          | 2     | 0     | 4             | 0             | 26     | 4      |
| 1974/1975       | FC Wageningen   | Eredivisie      | 30         | 8          | 4     | 2     | -             | -             | 34     | 10     |
| 1975/1976       | FC Wageningen   | Eerste Divisie  | 22         | 5          | 3     | 1     | 4             | 0             | 29     | 6      |
| 1976/1977       | FC Wageningen   | Eerste Divisie  | 29         | 10         | 2     | 1     | -             | -             | 31     | 11     |
| 1977/1978       | FC Wageningen   | Eerste Divisie  | 36         | 11         | 4     | 5     | 6             | 4             | 46     | 20     |
| 1978/1979       | KSK Tongeren    | Tweede Klasse   | 30         | 22         | -     | -     | -             | -             | 30     | 22     |
| 1979/1980       | De Graafschap   | Eerste Divisie  | 28         | 8          | 0     | 0     | 2             | 1             | 30     | 9      |
| 1980/1981       | FC Amsterdam    | Eerste Divisie  | 11         | 1          | 1     | 0     | -             | -             | 12     | 1      |
| 1981/1982       | FC Wageningen   | Eerste Divisie  | 26         | 1          | 1     | 0     | -             | -             | 27     | 1      |
| 1982/1983       | FC Wageningen   | Eerste Divisie  | 18         | 3          | 2     | 0     | -             | -             | 20     | 3      |
| Carrière totaal | Carrière totaal | Carrière totaal | 257        | 74         | 19    | 9     | 18            | 6             | 294    | 89     |